# Seelisberg
Seelisberg és un municipi del cantó d'Uri (Suïssa).
En aquesta polació va anar a retirar-se el compositor alemany Valentin Müller i, hi va morir.